# Garland megye
Garland megye az Amerikai Egyesült Államokban, azon belül Arkansas államban található. Megyeszékhelye és legnagyobb városa Hot Springs. Lakosainak száma 100 180 fő (2020. április 1.). Garland megye Perry, Hot Spring, Saline, Montgomery és Yell megyékkel határos.

## Népesség
A megye népességének változása:
| Lakosok száma | 96 194 | 96 637 | 96 889 | 97 173 | 97 177 | 100 180 |
|               | 2010   | 2011   | 2012   | 2013   | 2015   | 2020    |